# ホテルオークラ福岡
ホテルオークラ福岡（ホテルオークラふくおか）は福岡県福岡市博多区下川端町3番2号にあるホテルであり、大型複合商業施設の博多リバレインの主要テナントである。同ホテルはオークラホテルズ＆リゾーツに加盟する国内・外のメンバーホテルの一つである。

## 概要
- 1999年3月1日 - 「ホテルオークラ福岡」として博多リバレイン内に開業

## 客室
- 7F - PF 客室
- 3F-6F - チャペル、宴会場
- 2F - レストラン（和食系）
- 1F - ロビー、フロント、レストラン、バー
- BF - レストラン
- B3-B4 - 駐車場

## 設備
- レストラン
  - オールデイダイニング カメリア　ブッフェ・レストラン
  - 和食堂　山里　 /日本料理
  - 鉄板焼 さざんか
  - 地ビール＆ピッツァ オークラ ブルワリー　/地ビールレストラン
  - 中国料理 桃花林　/広東料理
  - ラウンジ＆バー ハカタガワ　/ラウンジ・カフェ・バー
  - フレンチレストラン ル・シャンドール　/ フランス料理
  - 寿司 高玉

- バー
  - ラウンジ＆バー ハカタガワ バー

- ショッピングアーケード
  - 博多リバレインの「博多リバレインモール」を参照

- オークラヘルスクラブ
  - 屋内プール（通年営業）

## アクセス
- 鉄道
  - 福岡市地下鉄空港線 中洲川端駅 下車すぐ
    - 福岡空港から地下鉄で10分。博多駅から地下鉄で5分
- タクシー・車
  - 都市高速呉服町ランプより車で約3分
  - 都市高速千代ランプより車で約7分

## 参照
1. 1 2 3 4 5 6  株式会社ホテルオークラ福岡 第30期決算公告